# Vicki Sue Robinson
Vicki Sue Robinson, född 31 maj 1954 i Harlem New York i USA, död 27 april 2000 var en amerikansk skådespelerska och sångerska. Hon blev mest känd för disco från andra halvan av 1970-talet. Hon är mest känd för låten Turn the Beat Around.